# Handball aux Jeux olympiques d'été de 1996
Navigation
Barcelone 1992 Sydney 2000
L'épreuve de handball aux Jeux olympiques d'été de 1996 s'est déroulée à Atlanta du 24 juillet au 4 août 1996 au Georgia World Congress Center (Hall G). Les finales ont eu lieu quant à elles au Georgia Dome et les finales masculines furent l'occasion de battre le record de spectateurs pour un match de handball moderne avec 35 000 spectateurs, record qui durera près de quinze ans puisqu'il faudra attendre mai 2011 pour voir l'AG Copenhague rassembler 36 651 spectateurs.
Deux épreuves figuraient au programme, une masculine et une féminine. Par rapport à Barcelone en 1992, aucun changement n'apparaît : les tournois masculin et féminin sont toujours composés respectivement de 12 et 8 nations. La particularité de cette édition est que les deux champions olympiques participaient pour la première fois à la compétition.
En effet, chez les hommes, l'or est remporté par la Croatie, nation issue de l'ex-Yougoslavie qui n'avait pu participer en 1992 mais qui possède néanmoins 5 joueurs ayant remporté le bronze en 1988. La Suède, comme quatre ans plus tôt, est vice-champion olympique et l'Espagne remporte le bronze aux dépens de la France.
Chez les femmes, le Danemark débute ici une domination olympique qui durera jusqu'en 2004. En finale, les Danoises s'imposent face à la Corée du Sud, double tenante du titre, tandis que la Hongrie complète le podium aux dépens de la Norvège.

## Tournoi olympique hommes

### Qualifications
La plupart des équipes qualifiées l'ont été à la suite du Championnat du monde 1995 en Islande : la France, qui vient de remporter son premier titre de champion du monde, est ainsi accompagnée par le finaliste Croate, la Suède, l'Allemagne, la Russie, l'Égypte et la Suisse, septième et dernier qualifié. Enfin, en plus du pays hôte les États-Unis, les 4 autres qualifiés sont les représentants continentaux : l'Algérie (vainqueur du tournoi de qualification africain), le Koweït, vainqueur surprise du Championnat d'Asie sous la direction d'Anatoli Evtouchenko, le Brésil (finaliste des Jeux panaméricains, en remplacement de Cuba, forfait) et enfin, l'Espagne, vice-champion d'Europe derrière les Russes moins de deux mois plus tôt.

### Tirage au sort
Le tirage au sort a eu lieu le 16 janvier 1996 lors de la dernière journée de la World Cup. Toutes les équipes qualifiées étaient réparties en deux groupes par chapeaux déterminés par les championnats du monde et les qualifications continentales. Ainsi, la France (1re) et la Croatie (2e) étaient dans le pot 1, la Suède (3e) et l'Allemagne (4e) dans le pot 2 ; la Russie (5e) et l'Égypte (6e) dans le pot 3 ; la Suisse (7e) et le futur qualifié européen dans le pot 4 ; le Koweït (groupe Asie) et l'Algérie (groupe Afrique) dans le pot 5 ; les États-Unis (organisateur) et Cuba (groupe Amérique, qui sera ensuite remplacé par le Brésil) dans le pot 6.
Pays organisateur, les États-Unis ont eu le privilège de choisir leur groupe et ont opté pour le groupe A alors composé de la Croatie, la Suède, la Russie, la Suisse et le Koweït.

### Modalités
Les matchs sont joués sur un terrain de 40 mètres par 20 mètres. La surface de jeu est un Taraflex posé sur un parquet couché sur le béton original de la salle. Pour la première fois dans l'histoire du handball aux Jeux olympiques, les temps morts sont acceptés. Enfin, les équipes sont constituées de 16 joueurs, soit un de plus qu'à Barcelone.

### Groupe A
Dans ce groupe, la Suède a facilement dominé ses adversaires. Seuls les Russes leur ont donné du fil à retordre puisque les deux équipes étaient à égalité 20-20 avant que les Suédois ne s'imposent sur  le fil 22 à 20. Le match le plus décisif fut finalement celui déterminant la seconde place entre ces mêmes Russes et les Croates : alors qu'à 37 secondes de la fin du match les deux équipes étaient à égalité 24-24, le russe Dimitri Torgovanov, qui sera élu meilleur pivot de la compétition, a été pénalisé et la contre-attaque croate consécutive s'est conclue par le but victorieux de Božidar Jović. La Russie, championne olympique en titre et championne d'Europe deux mois plus tôt, est ainsi éliminée. Lors de la cinquième et dernière journée, la finale de groupe entre la Suède et la Croatie, tous deux assurés de leur qualification pour les demi-finales, s'est conclue par une nette victoire des scandinaves 27 à 18.
| \| \| Équipe \| Pts \| J \| G \| N \| P \| Bp \| Bc \| Diff \| \| --- \| ---------- \| --- \| - \| - \| - \| - \| --- \| --- \| ---- \| \| 1er \| Suède \| 10 \| 5 \| 5 \| 0 \| 0 \| 131 \| 94 \| 37 \| \| 2e \| Croatie \| 8 \| 5 \| 4 \| 0 \| 1 \| 132 \| 122 \| 10 \| \| 3e \| Russie \| 6 \| 5 \| 3 \| 0 \| 2 \| 137 \| 106 \| 31 \| \| 4e \| Suisse \| 4 \| 5 \| 2 \| 0 \| 3 \| 126 \| 115 \| 11 \| \| 5e \| États-Unis \| 2 \| 5 \| 1 \| 0 \| 4 \| 111 \| 142 \| -31 \| \| 6e \| Koweït \| 0 \| 5 \| 0 \| 0 \| 5 \| 100 \| 158 \| -58 \| | - Qualification pour les demi-finales - Éliminé |     |   |   |   |   |     |     |      |
| | Équipe                                          | Pts | J | G | N | P | Bp  | Bc  | Diff |
| 1er | Suède                                           | 10  | 5 | 5 | 0 | 0 | 131 | 94  | 37   |
| 2e | Croatie                                         | 8   | 5 | 4 | 0 | 1 | 132 | 122 | 10   |
| 3e | Russie                                          | 6   | 5 | 3 | 0 | 2 | 137 | 106 | 31   |
| 4e | Suisse                                          | 4   | 5 | 2 | 0 | 3 | 126 | 115 | 11   |
| 5e | États-Unis                                      | 2   | 5 | 1 | 0 | 4 | 111 | 142 | -31  |
| 6e | Koweït                                          | 0   | 5 | 0 | 0 | 5 | 100 | 158 | -58  |

### Groupe B
Dans ce groupe, les champions du monde Français s'imposent comme attendu lors de ces quatre premiers matchs avant de s'incliner 23 à 24 face à l'Allemagne, sans pour autant remettre en cause leur qualification pour les demi-finales. La seconde place qualificative s'est disputée entre l'Espagne, vice-champion d'Europe deux mois plus tôt et l'Égypte qui vient de réaliser la meilleure performance d'une équipe africaine aux championnats du monde avec une 6e place. Avec trois victoires et une défaite (face à la France), cette ultime confrontation tient toutes ces promesses avec une courte défaite 19 à 20 des Égyptiens, même si les Espagnols ont mené au score la majeure partie du temps et un match nul n'aurait pas suffi à l'Égypte pour se qualifier.
| \| \| Équipe \| Pts \| J \| G \| N \| P \| Bp \| Bc \| Diff \| Dép \| \| --- \| --------- \| --- \| - \| - \| - \| - \| --- \| --- \| ---- \| ----- \| \| 1er \| France \| 8 \| 5 \| 4 \| 0 \| 1 \| 145 \| 114 \| 31 \| 2 pts \| \| 2e \| Espagne \| 8 \| 5 \| 4 \| 0 \| 1 \| 114 \| 97 \| 17 \| 0 pt \| \| 3e \| Égypte \| 6 \| 5 \| 3 \| 0 \| 2 \| 113 \| 103 \| 10 \| 2 pts \| \| 4e \| Allemagne \| 6 \| 5 \| 3 \| 0 \| 2 \| 121 \| 112 \| 9 \| 0 pt \| \| 5e \| Algérie \| 1 \| 5 \| 0 \| 1 \| 4 \| 95 \| 117 \| -22 \| Diff \| \| 6e \| Brésil \| 1 \| 5 \| 0 \| 1 \| 4 \| 100 \| 145 \| -45 \| Diff \| | - Qualification pour les demi-finales - Éliminé |     |   |   |   |   |     |     |      |       |
| | Équipe                                          | Pts | J | G | N | P | Bp  | Bc  | Diff | Dép   |
| 1er | France                                          | 8   | 5 | 4 | 0 | 1 | 145 | 114 | 31   | 2 pts |
| 2e | Espagne                                         | 8   | 5 | 4 | 0 | 1 | 114 | 97  | 17   | 0 pt  |
| 3e | Égypte                                          | 6   | 5 | 3 | 0 | 2 | 113 | 103 | 10   | 2 pts |
| 4e | Allemagne                                       | 6   | 5 | 3 | 0 | 2 | 121 | 112 | 9    | 0 pt  |
| 5e | Algérie                                         | 1   | 5 | 0 | 1 | 4 | 95  | 117 | -22  | Diff  |
| 6e | Brésil                                          | 1   | 5 | 0 | 1 | 4 | 100 | 145 | -45  | Diff  |

### Matchs de classement
Les matchs se sont déroulés le 2 août 1996 :
| Match                   | Équipe 1   | Score   | Équipe 2 |
| ----------------------- | ---------- | ------- | -------- |
| Match pour la 5e place  | Russie     | 29 - 26 | Égypte   |
| Match pour la 7e place  | Allemagne  | 23 - 16 | Suisse   |
| Match pour la 9e place  | États-Unis | 27 - 26 | Algérie  |
| Match pour la 11e place | Brésil     | 31 - 25 | Koweït   |

### Phase finale
En demi-finale, l'Espagne compte sur sa star, Talant Dujshebaev, pour atteindre la finale : champion olympique 4 ans plus tôt avec l'Équipe unifiée, il a été naturalisé Espagnol un an plus tôt et sera élu meilleur handballeur de l'année 1996. Néanmoins, il ne peut rien faire face à la maitrise des Suédois qui s'imposent 25 à 20. La seconde demi-finale est une belle de la finale du Mondial 1995 entre la France et la Croatie. Assoiffés de revanche, les Croates prennent rapidement l'avantage et atteignent la mi-temps avec une avance de 4 buts que les Français ne parviendront jamais à combler (24-20). C'est un échec cuisant pour les Français de Costantini qui voyaient l'or olympique comme l'apothéose d'années de travail. Mais « l'âme des Barjots n'était plus là », comme l'exprime Frédéric Volle et les dissensions internes se révèlent au grand jour au point que plusieurs joueurs, pétris de déception ne veulent même plus se battre pour la médaille de bronze. C'est la fin d'une époque et plusieurs Barjots mettront d'ailleurs un terme à leur carrière internationale à l'issue du tournoi olympique. Si les Espagnols doivent s'employer pour atteindre la mi-temps avec un but d'avance (13-12), ils prennent jusqu'à sept longueurs d'avance (23-16, 47e). Si les Français reviennent à un but à trente secondes de la fin, l'Espagne s'impose finalement 27 à 25.
En finale, les Suédois ont eu une entame de match difficile dont les Croates ont su profiter : ceux-ci ont rapidement pris l'avantage au point d'atteindre la mi-temps avec 5 buts d'avance (16-11). Ne souhaitant pas reproduire leur échec lors de la finale de Barcelone, la Suède revient avec de meilleures dispositions et initie son retour. Emmenée par ses ailiers Pierre Thorsson et Erik Hajas (respectivement 8 et 7 buts), la Suède grappille peu à peu son retard mais échoue d'un but, 27 à 26. Pour sa première participation, la Croatie remporte l'or olympique, même si 5 joueurs avaient déjà remporté le bronze en 1988 sous la bannière de la Yougoslavie : Alvaro Načinović, Goran Perkovac, Iztok Puc, Zlatko Saračević et Irfan Smajlagić.
|  | Demi-finales | Demi-finales |                        |    | Finale      | Finale      |
|  | Demi-finales | Demi-finales |                        |    | Finale      | Finale      |
|  |              |              |                        |    |             |             |
|  | 2 août 1996  | 2 août 1996  |                        |    | 4 août 1996 | 4 août 1996 |
|  | 2 août 1996  | 2 août 1996  |                        |    | 4 août 1996 | 4 août 1996 |
|  | Suède        | 25           |                        |    | 4 août 1996 | 4 août 1996 |
|  | Suède        | 25           |                        |    | 4 août 1996 | 4 août 1996 |
|  | Espagne      | 20           |                        |    | 4 août 1996 | 4 août 1996 |
|  | Espagne      | 20           | Suède                  | 26 |             |             |
|  | 2 août 1996  |              | Suède                  | 26 |             |             |
|  |              | Croatie      | 27                     |    |             |             |
|  | France       | Croatie      | 27                     | 20 |             |             |
|  | France       |              |                        | 20 |             |             |
|  | Croatie      | 24           |                        |    |             |             |
|  | Croatie      | 24           | Match pour la 3e place |    |             |             |
|  |              |              |                        |    |             |             |
|  | 4 août 1996  |              |                        |    |             |             |
|  |              |              |                        |    |             |             |
|  | Espagne      | 27           |                        |    |             |             |
|  | Espagne      | 27           |                        |    |             |             |
|  | France       | 25           |                        |    |             |             |
|  | France       | 25           |                        |    |             |             |

Match pour la 3e place
| 4 août 1996 11h00 | Espagne | 27 – 25                                      | France | Georgia Dome Affluence : 25 000 Arbitrage : Per Elbrønd, Kjeld Løvqvist |
| 4 août 1996 11h00 | Jaume Fort (GB, 60 min, 12/45) Jordi Núñez (GB, 0/2 à 7 m) Demetrio Lozano (5/6) Salvador Esquer (5/6) Rafael Guijosa (2/4 dont 2 pen) Raúl González (0/1) Iñaki Urdangarin (2/9, ) Jesús Olalla (3/8) Talant Dujshebaev (3/12) Alberto Urdiales (5/7 dont 1 pen) Juan Pérez (0/0, ) Aitor Etxaburu (2/2, ). | (13-12)                                      | Yohann Delattre (GB, 30 min) Bruno Martini (GB, 30 min, ) Pascal Mahé (1/1) Frédéric Volle (2/8) Denis Lathoud (0/1) Guéric Kervadec (3/3) Stéphane Cordinier (7/9) Gaël Monthurel (0/0) Stéphane Joulin (1/2) Raoul Prandi (2/4) Jackson Richardson (3/4, ) Stéphane Stoecklin (6/15 dont 2 pen). | Georgia Dome Affluence : 25 000 Arbitrage : Per Elbrønd, Kjeld Løvqvist |
| 4 août 1996 11h00 | ×2 ×3 ×1 | olympedia.org officielle LA84.org Telegramme | ×3 | Georgia Dome Affluence : 25 000 Arbitrage : Per Elbrønd, Kjeld Løvqvist |

Finale
| 4 août 1996 | Croatie | 27 – 26 | Suède | Georgia Dome Affluence : 25 000 Arbitrage : Ramon Gallego, Victor Pedro Lamas |
| 4 août 1996 | Valter Matošević(GB) Venio Losert (GB) Vladimir Jelčić (-) Goran Perkovac (6) Irfan Smajlagić (6) Božidar Jović (6) Nenad Kljaić (2) Iztok Puc (-) Zoran Mikulić (2) Patrik Ćavar (3) Slavko Goluža (2) Zlatko Saračević (-). | (11-16) | Mats Olsson (GB, 10 min) Tomas Svensson (GB, 50 min) Robert Hedin (-) Magnus Wislander (3) Tomas Sivertsson (2) Ola Lindgren (-) Per Carlén (-) Erik Hajas (7) Stefan Lövgren (2) Pierre Thorsson (8) Staffan Olsson (3) Magnus Andersson (1). | Georgia Dome Affluence : 25 000 Arbitrage : Ramon Gallego, Victor Pedro Lamas |
| 4 août 1996 | LA84.org |         | | Georgia Dome Affluence : 25 000 Arbitrage : Ramon Gallego, Victor Pedro Lamas |

### Statistiques et récompenses

#### Équipe-type
L'équipe-type des Jeux olympiques est :
- meilleur gardien de but : Mats Olsson,  Suède
- meilleur ailier droit : Irfan Smajlagić,  Croatie
- meilleur arrière droit : Stéphane Stoecklin,  France
- meilleur demi-centre : Magnus Andersson,  Suède
- meilleur pivot : Dimitri Torgovanov,  Russie
- meilleur arrière gauche : Frédéric Volle,  France
- meilleur ailier gauche : Patrik Ćavar,  Croatie

#### Statistiques
| Rang | Joueur             | Sélection | Buts | Tirs | %      | MJ | Moy |
| ---- | ------------------ | --------- | ---- | ---- | ------ | -- | --- |
| 1    | Patrik Ćavar       | Croatie   | 43   | 60   | 71,7 % | 6  | 7,2 |
| 2    | Stéphane Stoecklin | France    | 36   | 68   | 52,9 % | 6  | 6,0 |
| 3    | Frédéric Volle     | France    | 35   | 58   | 60,3 % | 7  | 5,0 |
| 3    | Marc Baumgartner   | Suisse    | 35   | 71   | 49,3 % | 6  | 5,8 |
| 5    | Alberto Urdiales   | Espagne   | 31   | 47   | 66,0 % | 7  | 4,4 |
| 5    | Irfan Smajlagić    | Croatie   | 31   | 48   | 64,6 % | 6  | 5,2 |
| 7    | Valeri Gopine      | Russie    | 30   | 42   | 71,4 % | 6  | 5,0 |
| 7    | Erik Hajas         | Suède     | 30   | 42   | 71,4 % | 6  | 5,0 |
| 7    | Pierre Thorsson    | Suède     | 30   | 42   | 71,4 % | 6  | 5,0 |

| Rang | Joueur          | Sélection | %      | Arrêts | Tirs | MJ | Moy |
| ---- | --------------- | --------- | ------ | ------ | ---- | -- | --- |
| 1    | Rolf Dobler     | Suisse    | 40,8 % | 31     | 76   | 6  | 5,2 |
| 2    | Andreas Thiel   | Allemagne | 35,8 % | 53     | 148  | 6  | 8,8 |
| 3    | Mats Olsson     | Suède     | 35,6 % | 69     | 194  | 7  | 9,9 |
| 4    | Ayman Soliman   | Égypte    | 34,1 % | 31     | 91   | 4  | 7,8 |
| 5    | Yohann Delattre | France    | 30,0 % | 21     | 70   | 3  | 7,0 |

| Rang | Joueur           | Sélection  | Moy | Nb | MJ |
| ---- | ---------------- | ---------- | --- | -- | -- |
| 1    | Staffan Olsson   | Suède      | 5,4 | 27 | 5  |
| 2    | Darrick Heath    | États-Unis | 3,7 | 22 | 6  |
| 3    | Marc Baumgartner | Suisse     | 3,2 | 19 | 6  |
| 4    | Vassili Koudinov | Russie     | 3,2 | 19 | 6  |
| 5    | Slavko Goluža    | Croatie    | 2,4 | 17 | 7  |
| 5    | Ivan Pinheiro    | Brésil     | 2,5 | 15 | 6  |

| Rang | Joueur                | Sélection  | Moy | Nb | MJ |
| ---- | --------------------- | ---------- | --- | -- | -- |
| 1    | Mateo Garralda        | Espagne    | 2,2 | 11 | 5  |
| 2    | Frédéric Volle        | France     | 1,6 | 11 | 7  |
| 3    | Klaus-Dieter Petersen | Allemagne  | 1,7 | 10 | 6  |
| 4    | Dave Degraaf          | États-Unis | 1,5 | 9  | 6  |
| 5    | Oleg Grebnev          | Russie     | 1,5 | 9  | 6  |

| Rang | Joueur             | Sélection | Moy | Nb | MJ |
| ---- | ------------------ | --------- | --- | -- | -- |
| 1    | Jackson Richardson | France    | 2,3 | 16 | 7  |
| 2    | Patrik Ćavar       | Croatie   | 1,3 | 8  | 6  |
| 3    | Redouane Aouachria | Algérie   | 1,2 | 6  | 5  |
| 4    | Božidar Jović      | Croatie   | 1,0 | 6  | 6  |
| 4    | Ivan Pinheiro      | Brésil    | 1,0 | 6  | 6  |
| 5    | Salvador Esquer    | Espagne   | 0,9 | 6  | 7  |
| 5    | Iñaki Urdangarin   | Espagne   | 0,9 | 6  | 7  |

## Tournoi olympique femmes

### Qualifications
Double championne olympique en titre, la Corée du Sud a remporté son premier titre de champion du monde en 1995 et fait naturellement figure de grand favori. Aux côtés des Coréennes, trois autres équipes ont obtenu leur qualification à l'occasion de ce Mondial : la Hongrie, finaliste, est ainsi accompagnée des deux demi-finalistes, le Danemark et la Norvège. Les quatre autres équipes qualifiées sont les États-Unis, pays hôte et vainqueur des Jeux panaméricains, la Chine, vice-championne d'Asie derrière les Coréennes, l'Angola, vainqueur du tournoi de qualification africain (et championne d'Afrique en 1994) et enfin, l'Allemagne, vice-championne d'Europe en 1994 derrière les Danoises.

### Groupe A
Dans ce groupe A, le Danemark et la Hongrie ont assumé leur statut de favori pour la qualification pour les demi-finales, les Américaines et les Chinoises n'étant pas en mesure de contrecarrer leurs qualifications. La finale du groupe entre ces deux équipes a vu les Danoises, championnes d'Europe en 1994, s'imposer 27 à 22 face aux Hongroises, vice-championnes du monde en 1995.
| \| \| Équipe \| Pts \| J \| G \| N \| P \| Bp \| Bc \| Diff \| \| --- \| ---------- \| --- \| - \| - \| - \| - \| -- \| -- \| ---- \| \| 1er \| Danemark \| 6 \| 3 \| 3 \| 0 \| 0 \| 89 \| 62 \| 27 \| \| 2e \| Hongrie \| 4 \| 3 \| 2 \| 0 \| 1 \| 81 \| 70 \| 11 \| \| 3e \| Chine \| 2 \| 3 \| 1 \| 0 \| 2 \| 71 \| 83 \| -12 \| \| 4e \| États-Unis \| 0 \| 3 \| 0 \| 0 \| 3 \| 64 \| 90 \| -26 \| | - Qualification pour les demi-finales - Éliminé |     |   |   |   |   |    |    |      |
| | Équipe                                          | Pts | J | G | N | P | Bp | Bc | Diff |
| 1er | Danemark                                        | 6   | 3 | 3 | 0 | 0 | 89 | 62 | 27   |
| 2e | Hongrie                                         | 4   | 3 | 2 | 0 | 1 | 81 | 70 | 11   |
| 3e | Chine                                           | 2   | 3 | 1 | 0 | 2 | 71 | 83 | -12  |
| 4e | États-Unis                                      | 0   | 3 | 0 | 0 | 3 | 64 | 90 | -26  |

### Groupe B
Dans ce groupe B, la Corée du Sud a survolé ses adversaires, humiliant les Allemandes 33 à 20 et s'imposant facilement face aux Angolaises 25 à 19 puis face aux Norvégiennes 25 à 21. La Norvège, double vice-championne olympique derrière les Coréennes, obtient la seconde place qualificative grâce à sa victoire 28 à 23 face aux Allemandes.
| \| \| Équipe \| Pts \| J \| G \| N \| P \| Bp \| Bc \| Diff \| \| --- \| ------------ \| --- \| - \| - \| - \| - \| -- \| -- \| ---- \| \| 1er \| Corée du Sud \| 6 \| 3 \| 3 \| 0 \| 0 \| 83 \| 60 \| 23 \| \| 2e \| Norvège \| 4 \| 3 \| 2 \| 0 \| 1 \| 79 \| 66 \| 13 \| \| 3e \| Allemagne \| 2 \| 3 \| 1 \| 0 \| 2 \| 70 \| 73 \| -3 \| \| 4e \| Angola \| 0 \| 3 \| 0 \| 0 \| 3 \| 49 \| 83 \| -34 \| | - Qualification pour les demi-finales - Éliminé |     |   |   |   |   |    |    |      |
| | Équipe                                          | Pts | J | G | N | P | Bp | Bc | Diff |
| 1er | Corée du Sud                                    | 6   | 3 | 3 | 0 | 0 | 83 | 60 | 23   |
| 2e | Norvège                                         | 4   | 3 | 2 | 0 | 1 | 79 | 66 | 13   |
| 3e | Allemagne                                       | 2   | 3 | 1 | 0 | 2 | 70 | 73 | -3   |
| 4e | Angola                                          | 0   | 3 | 0 | 0 | 3 | 49 | 83 | -34  |

### Matchs de classement
Les matchs se sont déroulés le 1er août 1996 :
| Match                  | Équipe 1 | Score   | Équipe 2   |
| ---------------------- | -------- | ------- | ---------- |
| Match pour la 5e place | Chine    | 28 - 26 | Allemagne  |
| Match pour la 7e place | Angola   | 24 - 23 | États-Unis |

### Phase finale
La première demi-finale oppose deux équipes scandinaves, le Danemark et la Norvège. Comme un an plus tôt lors du match pour la médaille de bronze du Mondial 1995, les Norvégiennes sont tombées sur plus fortes qu'elles, les Danoises se qualifiant pour la finale. Si le score final (23-19) pourrait laisser croire à un match serré, la Norvège n'a en réalité jamais inquiété le Danemark et n'a évité une plus grosse défaite que grâce à leur gardienne de but, Heidi Tjugum. Dans la seconde demi-finale, la Corée du Sud n'a pas fait de détail face à la Hongrie et s'impose très largement, 39 à 25.
Encouragés par de nombreux fans des deux équipes, les finalistes ont été les actrices d'un très beau spectacle. Les Coréennes, emmenées par Lim O-kyeong qui a marqué 15 buts lors de cette finale et qui sera élue meilleure handballeuse de l'année 1996, dominent la première mi-temps, menant 17 à 13 à la pause. Grâce à leur génie Anja Andersen (11 buts), les danoises parviennent à combler leur retard. À 6 secondes de la fin du match, alors que les deux équipes sont désormais à égalité (29-29), un jet de 7 mètres est sifflé contre les Coréennes à la suite d'une faute sur Anja Andersen. Habituée à tirer les jets de 7 mètres, Andersen prend ses responsabilités mais voit son tir repoussé par le pied droit de la gardienne de but Coréenne, Oh Yong-ran : 10 minutes de prolongation seront donc nécessaires pour départager les deux équipes. Passé tout près de la victoire, l'élan des Danoises n'est pour autant pas brisé et celles-ci marquent rapidement trois buts sans que les Coréennes ne parviennent à tromper Susanne Munk Lauritsen, élue meilleur gardienne de la compétition. Le Danemark parvient à garder l'avantage jusqu'à la fin et s'impose 37 à 33. Pour la première fois depuis l'introduction du handball féminin lors des JO de 1976, le Danemark parvient ainsi à remporter l'or olympique dès sa première participation. Enfin, en s'imposant 20 à 18 face à la Norvège, la Hongrie confirme son titre de vice-champion du monde et remporte la médaille de bronze.
|  | Demi-finales  | Demi-finales  |                        |      | Finale      | Finale      |
|  | Demi-finales  | Demi-finales  |                        |      | Finale      | Finale      |
|  |               |               |                        |      |             |             |
|  | 1er août 1996 | 1er août 1996 |                        |      | 3 août 1996 | 3 août 1996 |
|  | 1er août 1996 | 1er août 1996 |                        |      | 3 août 1996 | 3 août 1996 |
|  | Danemark      | 23            |                        |      | 3 août 1996 | 3 août 1996 |
|  | Danemark      | 23            |                        |      | 3 août 1996 | 3 août 1996 |
|  | Norvège       | 19            |                        |      | 3 août 1996 | 3 août 1996 |
|  | Norvège       | 19            | Danemark               | 37ap |             |             |
|  | 1er août 1996 |               | Danemark               | 37ap |             |             |
|  |               | Corée du Sud  | 33                     |      |             |             |
|  | Corée du Sud  | Corée du Sud  | 33                     | 39   |             |             |
|  | Corée du Sud  |               |                        | 39   |             |             |
|  | Hongrie       | 25            |                        |      |             |             |
|  | Hongrie       | 25            | Match pour la 3e place |      |             |             |
|  |               |               |                        |      |             |             |
|  | 3 août 1996   |               |                        |      |             |             |
|  |               |               |                        |      |             |             |
|  | Norvège       | 18            |                        |      |             |             |
|  | Norvège       | 18            |                        |      |             |             |
|  | Hongrie       | 20            |                        |      |             |             |
|  | Hongrie       | 20            |                        |      |             |             |

Match pour la 3e place
| 3 août 1996 15h30 | Norvège         | 18 – 20                | Hongrie      | Georgia Dome Arbitrage : Peter Brussel, Anton van Dongen |
| 3 août 1996 15h30 | Kjersti Grini 8 | (9-7)                  | 4 joueuses 3 | Georgia Dome Arbitrage : Peter Brussel, Anton van Dongen |
| 3 août 1996 15h30 | ×3 ×7           | Olympedia.org LA84.org | ×2 ×6 ×1     | Georgia Dome Arbitrage : Peter Brussel, Anton van Dongen |

Finale
| 3 août 1996 17h15 | Danemark         | 37 – 33 (ap)           | Corée du Sud    | Georgia Dome Arbitrage : Hans Thomas, Jürgen Thomas |
| 3 août 1996 17h15 | Anja Andersen 11 | (13-17, 29-29)         | Lim O-kyeong 15 | Georgia Dome Arbitrage : Hans Thomas, Jürgen Thomas |
| 3 août 1996 17h15 | Prol. : 8-4      |                        |                 | Georgia Dome Arbitrage : Hans Thomas, Jürgen Thomas |
| 3 août 1996 17h15 | ×0 ×4            | Olympedia.org LA84.org | ×2 ×8 ×1        | Georgia Dome Arbitrage : Hans Thomas, Jürgen Thomas |

### Statistiques et récompenses

#### Équipe-type
L'équipe-type des Jeux olympiques est, :
- Meilleure gardienne de but : Susanne Munk Wilbek,  Danemark
- Meilleure ailière gauche : Kim Eun-mi,  Corée du Sud
- Meilleure arrière gauche : Anja Andersen,  Danemark
- Meilleure demi-centre : Lim O-kyeong,  Corée du Sud
- Meilleure pivot : Erzsébet Kocsis,  Hongrie
- Meilleure arrière ou ailière droite : Kjersti Grini,  Norvège
- Meilleure arrière ou ailière droite : Hong Jeong-ho,  Corée du Sud

À noter que Lim O-kyeong sera élue meilleure joueuse de l'année 1996, succédant à Erzsébet Kocsis et précédant Anja Andersen, toutes deux nommées dans l'équipe-type.

#### Statistiques
Les meilleures buteuses sont :
| Rang | Joueuse                | Sélection    | Buts | Tirs | %      | MJ | Moy  |
| ---- | ---------------------- | ------------ | ---- | ---- | ------ | -- | ---- |
| 1    | Lim O-kyeong           | Corée du Sud | 41   | 58   | 70,7 % | 5  | 8,2  |
| 2    | Kjersti Grini          | Norvège      | 39   | 74   | 52,7 % | 5  | 7,8  |
| 3    | Eszter Mátéfi (en)     | Hongrie      | 35   | 58   | 60,3 % | 5  | 7,0  |
| 4    | Anja Andersen          | Danemark     | 33   | 55   | 60,0 % | 5  | 6,6  |
| 5    | Wei Shi                | Chine        | 31   | 63   | 49,2 % | 4  | 7,75 |
| 6    | Chao Zhai              | Chine        | 29   | 52   | 55,8 % | 4  | 7,25 |
| 7    | Chryssandra Hires (en) | États-Unis   | 26   | 55   | 47,3 % | 4  | 6,5  |
| 8    | Oh Seong-ok            | Corée du Sud | 24   | 47   | 51,1 % | 5  | 4,8  |

## Podiums
| Épreuves         | Or | Argent | Bronze |
| ---------------- | --- | --- | --- |
| Tournoi féminin  | Danemark Anja Andersen Camilla Andersen Kristine Andersen Heidi Astrup Tina Bøttzau Marianne Florman Conny Hamann Anja Hansen Anette Hoffmann Tonje Kjærgaard Janne Kolling Susanne Munk Lauritsen Gitte Madsen Lene Rantala Gitte Sunesen Anne Dorthe Tanderup | Corée du Sud Cho Eun-hee Han Sun-hee Hong Jeong-ho Huh Soon-young Kim Jeong-sim Kim Eun-mi Kim Jeong-mi Kim Mi-sim Kim Rang Kwag Hye-jeong Lee Sang-eun Lim O-kyeong Moon Hyang-ja Oh Seong-ok Oh Yong-ran Park Jeong-lim                           | Hongrie Éva Erdős Andrea Farkas Beáta Hoffmann Anikó Kántor Erzsébet Kocsis Beatrix Kökény Eszter Mátéfi Auguszta Mátyás Anikó Meksz Anikó Nagy Helga Németh Ildikó Pádár Beáta Siti Anna Szántó Katalin Szilágyi Beatrix Tóth                                    |
| Tournoi masculin | Croatie Patrik Ćavar Valner Franković Slavko Goluža Bruno Gudelj Vladimir Jelčić Božidar Jović Nenad Kljaić Venio Losert Valter Matošević Zoran Mikulić Alvaro Načinović Goran Perkovac Iztok Puc Zlatko Saračević Irfan Smajlagić Vladimir Šujster             | Suède Magnus Andersson Robert Andersson Per Carlén Martin Frändesjö Erik Hajas Robert Hedin Andreas Larsson Ola Lindgren Stefan Lövgren Mats Olsson Staffan Olsson Johan Petersson Tomas Svensson Tomas Sivertsson Pierre Thorsson Magnus Wislander | Espagne Talant Dujshebaev Salvador Esquer Aitor Etxaburu Jesús Fernández Jaume Fort Mateo Garralda Raúl González Rafael Guijosa Fernando Hernández José Javier Hombrados Demetrio Lozano Jordi Núñez Jesús Olalla Juancho Pérez Iñaki Urdangarin Alberto Urdiales |

## Arbitres
La Fédération internationale de handball (IHF) a sélectionné 12 binômes d'arbitres pour les deux tournois :
- Michel Moelle Mabounda et Daniel M'Voula
- Vladimir Vujnović et Petar Mladinić
- Per Elbrønd et Kjeld Løvqvist
- Ramón Gallego Santos (2) et Victor Pedro Lamas Pérez (2)
- François Garcia et Jean-Pierre Moréno
- Hans Thomas (2) et Jürgen Thomas (2)
- M. Y. Al Holy et K. N. Al E'Nizi
- Grigory Gouterman (3) et Feliksas Gedvilas
- P. F. J. Brussel et Anton van Dongen
- Svein Olav Øie (2) et Bjørn Hogsnes (2)
- Valter Dăncescu et Ion Mateescu
- Thomas Bojsen et Bruce Boehne

Le Lituanien Grigory Gouterman participe à ses troisièmes Jeux olympiques (après 1988 en tant que Soviétique et 1992) tandis que trois paires ont précédemment arbitré à Barcelone en 1992.